# Bagerhat (district)
Pour les articles homonymes, voir Bagerhat.
Bagerhat est un district du Bangladesh. Il est situé dans la division de Khulna. La ville principale est Bagerhat.

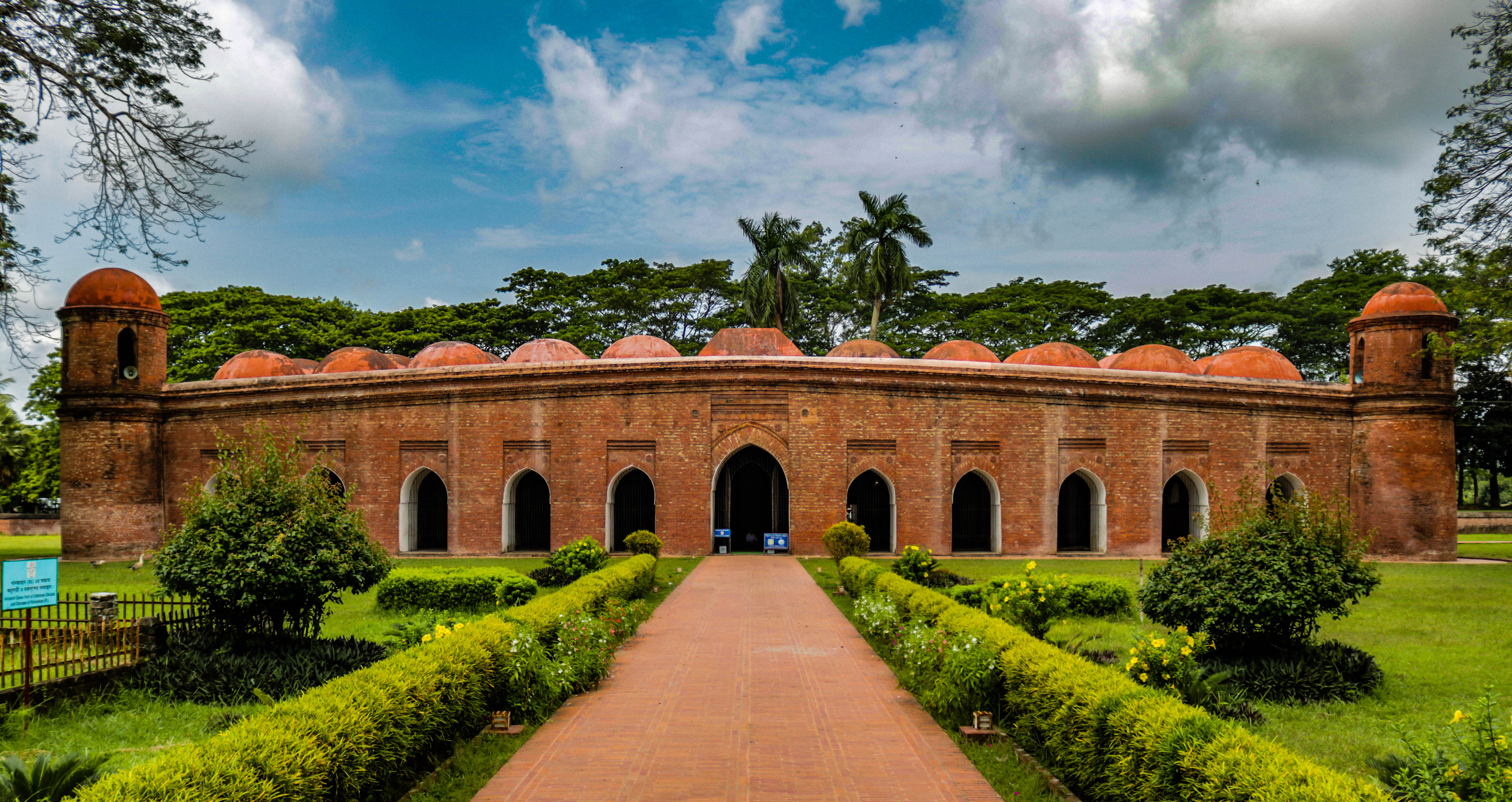
Mosquée aux soixante dômes